# Bourges Foot 1983
El Bourges Foot fue un equipo de fútbol de Francia que jugó en la Copa de Francia y en el Championnat National 2, la cuarta división nacional.

## Historia
Fue fundado en el año 1983 en la ciudad de Bourges del Departamento de Cher con el nombre L'Amicale des Algériens de Bourges, nombre que utilizaron hasta 2003 luego de que pasara a ser el Jeunes de Bourges Nord; y en 2013 cambiaron a Bourges Foot.
Los mejores años del club llegaron en los años 2010, periodo en el que sumaron varios ascensos que lo llevaron a jugar en el Championnat National 2 en la temporada 2019/20 por primera vez en su historia, además de lograr la clasificación a la copa de Francia por primera vez en la edición de 2018/19, donde fue eliminado en la ronda 9 por el Olympique Lyonnais de la Ligue 1.
El equipo desaparecería en mayo de 2021 luego de que se fusionara con el Bourges 18 para crear al Bourges Foot 18.

## Palmarés
- Championnat National 3 Centre-Val de Loire: 1

2018–19